# ملحمة إيرا

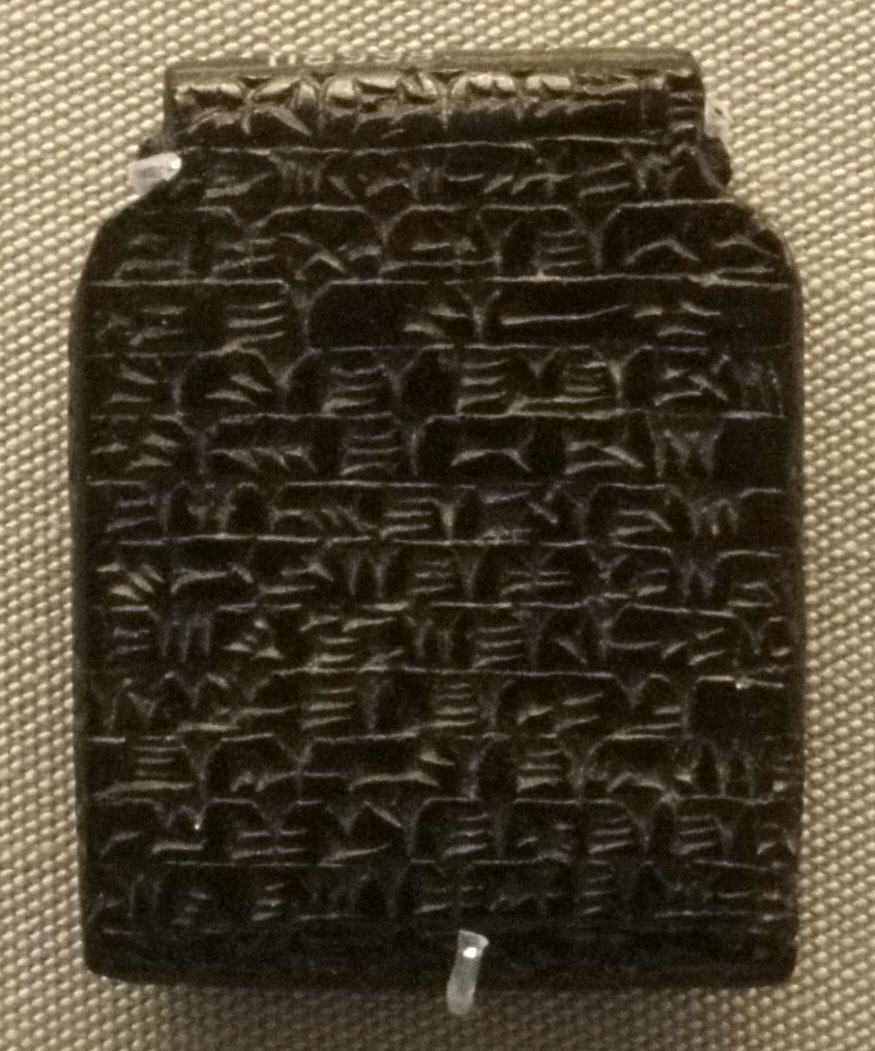
تميمة يعود تاريخها إلى 800 قبل الميلاد - 612 قبل الميلاد لدرء الطاعون. عثر عليها في مدينة آشور في العصر الآشوري الحديث.

ملحمة ايرا هي حكاية أسطورية في بلاد الرافدين يعود تاريخها إلى النصف الأول من الألفية الأولى قبل الميلاد. إيرا هو الاسم الثاني للاله نركال اله العالم السفلي والطاعون والحرب والذي عرف في مدينة كوثا.
تعد من الأعمال الشعرية المميزة التي ترتبط بتاريخ الغزوات التي تعرضت اليها بابل وقد احتلت مكانة مميزة في الادب الاشوري والبابلي وهي الملحمة الوحيدة التي ذكر اسم ناظمها في ذيلها هو (كابت ايلاني مردوخ) كاهن معبد مردوخ في بابل المعلاوف باسم (إيساكيلا). الذي يقول ان الإله مردوخ نفسه ظهر له في الحلم وأملى عليه القصيدة وأنه لم يضف إليها ولم ينقص منها شيئاً ، ويرتبط تاريخ تنظيمها بتاريخ الغزوات التي تعرضت لها بابل من قبل اقوام السوتو.

## الملحمة
دارت احداث هذه الملحمة حول إله الطاعون والاوبئه (الاله ايرا) الذي كان منكفئا على نفسة حتى ثار على بني البشر الذين باتوا في تزايد مستمر وطلب من الاله مردوخ التنحي عن ملك الالهة البابلية وامر الالهة شمش وسين وادد بعدم مساعدة بني البشر. فحل القحط وساد الخراب وبدأ الناس بالقتال فيما بينهم ووصل بنوا البشر لوضع سيء ما سبب تدخل (الاله ايشوم) وهو وزير الاله ايرا بالتوسط عند سيده لرفع معاناة البشر وازاحة الدمار والخراب عنهم وتحويل الدمار إلى اعداء بلاد بابل.
الشخصية الرئيسية هي «إيرا» إله الحرب المدمرة مندمج مع «نركال» إله العالم السفلي. تبدأ القصة بإيقاظ إيرا من نوم طويل لوزيره إيشوم، ثم يتم الضغط على الإله من قبل «مساعديه» الذين هم شياطين أشرار، والذين يريدون تعذيب الجنس البشري. ولكن لتحقيق ذلك، يجب على إيرا طرد «مردوخ» ملك الآلهة. فيستغل رحيل مردوخ خارج أسوار مدينته في رحلة إلى والدته أيا في قصرها في الهاوية، ينجح إيرا بزرع الفوضى ودفع سكان بابل إلى الثورة. ثم يقوم بإحراق المدينة وإراقة الدماء، قبل أن يذهب إيرا إلى ملك المدينة لحثه على ذبح رعاياه. فيجن جنون الناس ويندبون مردوخ. لكن يهدئ غضب إيرا من قبل وزيره إيشوم، الذي تمكن من إعادته إلى رشده. فيعود كل شيء إلى ما كان عليه، ويرجع مردوخ لمدينته ويستأنف مكانه كملك الآلهة.
تتكون هذه الملحمة من خمسة ألواح وكان أسلوب القصيدة بشكل دعاء على الأرض وقد استجيب في وقت محدد بسبب غضب الإله إيرا ووزيره الإلهي ايشوم وانتقامهم من اقوام السوتو بسبب الغارات التي قاموا بها على مدينة الوركاء. يبين لنا اللوح الخامس من الملحمة غضب إيرا الذي سيجعل البعض يقتل البعض من خلال هذه الاسطر:

(ليقم البحر ضد البحر، سوبارتو ضد سوبارتو، اشوري ضد اشوري،

عيلامي ضد عيلامي، كاشي ضد كاشي،

سوتي ضد سوتي، كوتي ضد كوتي،

و لولوبي ضد لولوبي، وبلد ضد بلد

بيت ضد بيت، رجل ضد رجل، واخ ضد اخ

فليتقاتل الجميع دون هوادة).

هذا القرار الذي اتخذه إيرا بمثابة ابادة جماعية وكارثة عظيمة ولكنه وحده من يوقف هذه الزوبعة قد امر وزيره ايشوم ان يضع حدا للنزاع من خلال الحرب في جبل شارشار (جبل البشري)، اذ قال (اذهب ياايشوم فهناك خطب ما وافعل ماتشاء) انطلق ايشوم إلى الجبل يتبعوه المحاربين السبعة الذين لا مثيل لهم وقد رفع يده ودمر الجبل وسوى شارشار بمستوى الأرض وقطع جذوع غابات الارز...... وفي نهاية المطاف اعترف ايرا بان ايشوم انقذ العالم من هذا الدمار وقد امر ايرا بان تزدهر البلاد من جديد تحت حكم ملك بابل (اضاء وجه ايرا حينما سمعه، وشعت تقاسيمه مثل النهار دون غيم، دخل ايشلام واستاعد فيه موضعه، اذ ذاك أعلن ايشوم بصوت عال هذا الكلام من اجل سكان اكد المشتتين امر بهذا)
وبهذا فقد تمكن ايشوم من تهدئت الإله إيرا بعد اقناعه لذا أعلن ذلك لعودة الناس المشتتين من جراء الحرب إلى مدينتهم اكد.
تم استخدام هذا النص لشرح سبب طغيان العديد من المصائب على مدينة بابل المقدسة مع وجود مقر ملوك أعظم الآلهة في بداية الألفية الأولى، ولا سيما هجمات القبائل الآرامية على بابل، وبالتالي تخلى عنها الآلهة. وعودة الإله مرودخ تدل على عودة حياة الطبيعية والهدوء والازدهار.
احتوت الملحمة سطورآ يصف فيها الوزير ايشوم الخراب والدمار الذي حل في مدينة بابل فضلا عن ذلك فان ملحمة ايرا تعد عملا فنيا وادبيا متكاملا وانها اقدم نص في فلسفة التاريخ. اذ تضمن هذا النص رؤية عن هدف التاريخ وعوامل حركته ودورانه بين النهوض والانحطاط فالتاريخ عند الملحمة يتحرك (بشكل دوري) من عصر الازدهار والنهوض إلى مرحلة من التراجع والانهيار الحضاري الذي يؤدي بدوره إلى اضطراب المعايير وحدوث تخلخل اجتماعي وغزو اجنبي الا وهو قيام الميديون القادمون من جنوب إيران بعد ان ضعف البابليون بالهجوم على بابل ونهبها وسرقة محتويات المعابد ومنها معبد ايزاكلا الكبير، حيث قام ملكهم شوتراك ناخونتي بسرقة ما وجده من تحف ومن بينها مسلة حمورابي، ونقلها إلى عاصمته سوسة. وفي قلب البلاد، في بابل، تجمع الناس حول محراب الاله إيرا، وقاموا بحرق معبده، لكن بعد ذلك قامت القوات الملكية بقتلهم. وقام السوتيون (لعلهم الاراميون) باجتياح مدينة اوروك ونهبوا المدينة، كما هاجموا مدينة سيبار ودمروا سورها العتيد، وكذلك مدينة دير، مما سبب فزع الالهة الأخرى.
وحينذاك هدأ الاله ايرا، واعطى إلى بابل بركاته. ويصور الشاعر ما حل في بلاد بابل في القرت الثاني عشر قبل الميلاد وفي مدينته (التي نرجح انها سيبار) حيث كانت فيها مدرسة للكهنة الذين يمثلون الطبقة المثقفة في البلاد. اذ كان هناك صراع بين الكاشيين والحثيين على حضارة وتجارة بلاد بابل. م غزا البلاد العيلاميين بقيادة ناخوتا الذي نهب العاصمة بابل ولم تسلم حتى بعض مسلات الملوك البابليين منها مسلة حمورابي، وتمثال الاله مردوخ إله البلاد.
يصف الشاعر الخراب الذي حل في بلاده، ولكن بلغة بسيطة ومؤثرة على النحو التالي:

من لم يمت بالوباء، فان العدو سيدوسه، والذي لم ينهبه العدو، فان الحرامي (في البلاد) سيسرقه، والذي لم يسرقه الحرامي، فان أسلحة الملك (الحاكم) سوف تقمعه، والذي لم تقمعه اسلحة الملك، فان الأمير (الذي ياتي بعده) سيقتله، والذي لم يقتله الأمير، فان اله العاصفة سيمسحه من الأرض، والذي لم تمسحه العاصفة، فان ابن الاله سوف يرميه بعيدا، والذي ترك البلاد إلى البرية، فان الرياح ستكنسه، والذي دخل بيته، ان الشيطان سيضربه، والذي يصعد إلى مكان عالي، فسيموت من العطش، والذي يختبأ في مكان عميق، سيموت من شدة مياه الامطار، وهكذا، فان الاماكن المرتفعة والواطئة كلها، قد دمرت.